# 科瓦連基 (柳巴爾區)
49°53′33″N 27°54′16″E / 49.89250°N 27.90444°E
科瓦連基（烏克蘭語：Коваленки）是烏克蘭北部的村莊，隸屬日托米爾州的日托米爾區。該村始建於1870年，面積14.28平方公里，海拔高度253米，2001年人口335，人口密度每平方公里23.47人。